# Alten (Dessau-Roßlau)

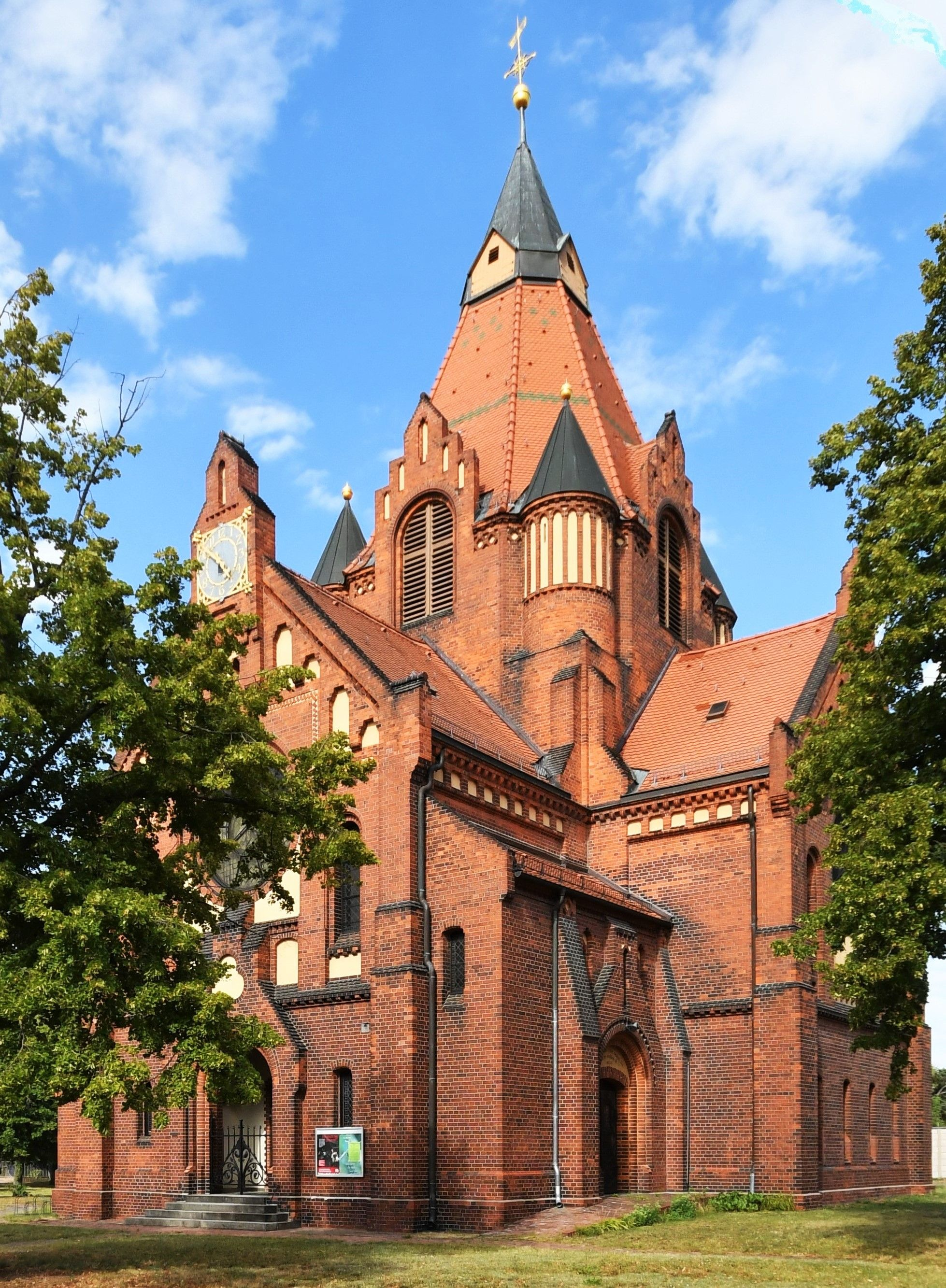
Melanchthonkirche Alten

Alten ist ein Stadtbezirk von Dessau-Roßlau, einer kreisfreien Stadt im Land Sachsen-Anhalt. Er liegt ungefähr vier Kilometer westlich des Stadtzentrums.

## Geschichte
Die Gründung des Dorfs Alten geht auf einen Erbzinsbrief vom 9. Juni 1709 zurück, zuvor bestand hier bereits ein Vorwerk. Im Jahr 1743 wurde Alten mit Errichtung einer evangelischen Kirche zum Kirchdorf.
Ende des 19. Jahrhunderts setzte die Ansiedlung von Industrie im bis dahin reinen Bauerndorf ein, begünstigt unter anderem mit der Eröffnung eines Bahnhofs an der seit 1840 vorbeiführenden damaligen Anhalter Bahn. 1894 wurde die Freiwillige Feuerwehr Alten gegründet, die seitdem für den abwehrenden Brandschutz und die allgemeine Hilfe sorgt. Im Jahr 1900 entstand das Feuerwehrhaus am heutigen Standort. Weiterer wirtschaftlicher Aufschwung erfolgte durch die im Jahr 1906 in Alten errichtete Fabrik der Junkers & Co., hier wurden u. a. Gasheizungen und Geräte zur Warmwasserbereitung produziert. Im gleichen Jahr wurde die katholische Kirche St. Joseph gebaut. Die Junkers-Werke nahmen 1915 die Flugzeug-Produktion in Alten auf, 1923 kam die Junkers Motorenbau dazu, 1924 wurde der Flugplatz nördlich der Eisenbahn gebaut. Alten dehnte sich in dieser Zeit mit dem Bau weiterer Siedlungen immer weiter aus. Zum Ende des Zweiten Weltkriegs wurden die Industrieanlagen hier weitgehend zerstört.
Im Jahr 1980 begann der Bau des Wohngebiets Kleine Schaftrift, es entstanden Plattenbauten für 2300 neue Altener Bürger sowie eine Schule.
Seit 1994 erfolgten erhebliche Investitionen zum Aufbau des Städtischen Klinikums Dessau in Alten; auch das ehemalige Robert-Koch-Krankenhaus, jetzt St. Joseph-Krankenhaus, zog 2006 in einen Neubau an diesem Standort. 1998 eröffnete der Neubau des Anhaltischen Berufsschulzentrums „Hugo Junkers“. Eine bis 2002 realisierte Neubaustrecke der Straßenbahn Dessau führt vom Hauptbahnhof durch Alten zum Wohngebiet Zoberberg und bindet u. a. das Berufsschulzentrum und das Klinikum an. Die Bundeswehr schloss 2007 ihren Standort in Dessau-Alten, im Jahr 2008 entstand auf dem Gelände ein Golfplatz.
Der Ort hat einen Haltepunkt an der Bahnstrecke Dessau–Köthen, die Bundesstraße 185 führt seit dem Bau einer Umgehungsstraße um die Bebauung Altens herum. Die Anbindung an die anderen Dessauer Stadtteile erfolgt durch zwei Buslinien und eine Straßenbahnlinie der Dessauer Verkehrsgesellschaft.
Alten wurde am 1. Oktober 1923 nach Dessau eingemeindet.

## Öffentliche Einrichtungen
- Städtisches Klinikum Dessau
- St.-Joseph-Krankenhaus
- Philipp-Melanchthon-Kirche (ev.)
- St.-Joseph-Kirche (kath.)
- Anhaltisches Berufsschulzentrum „Hugo Junkers“
- Freiwillige Feuerwehr Dessau-Alten
- Freizeitsportverein SV Eintracht Dessau e. V.
- Heimatmuseum Alten, im Klinikum Dessau, Haus 4

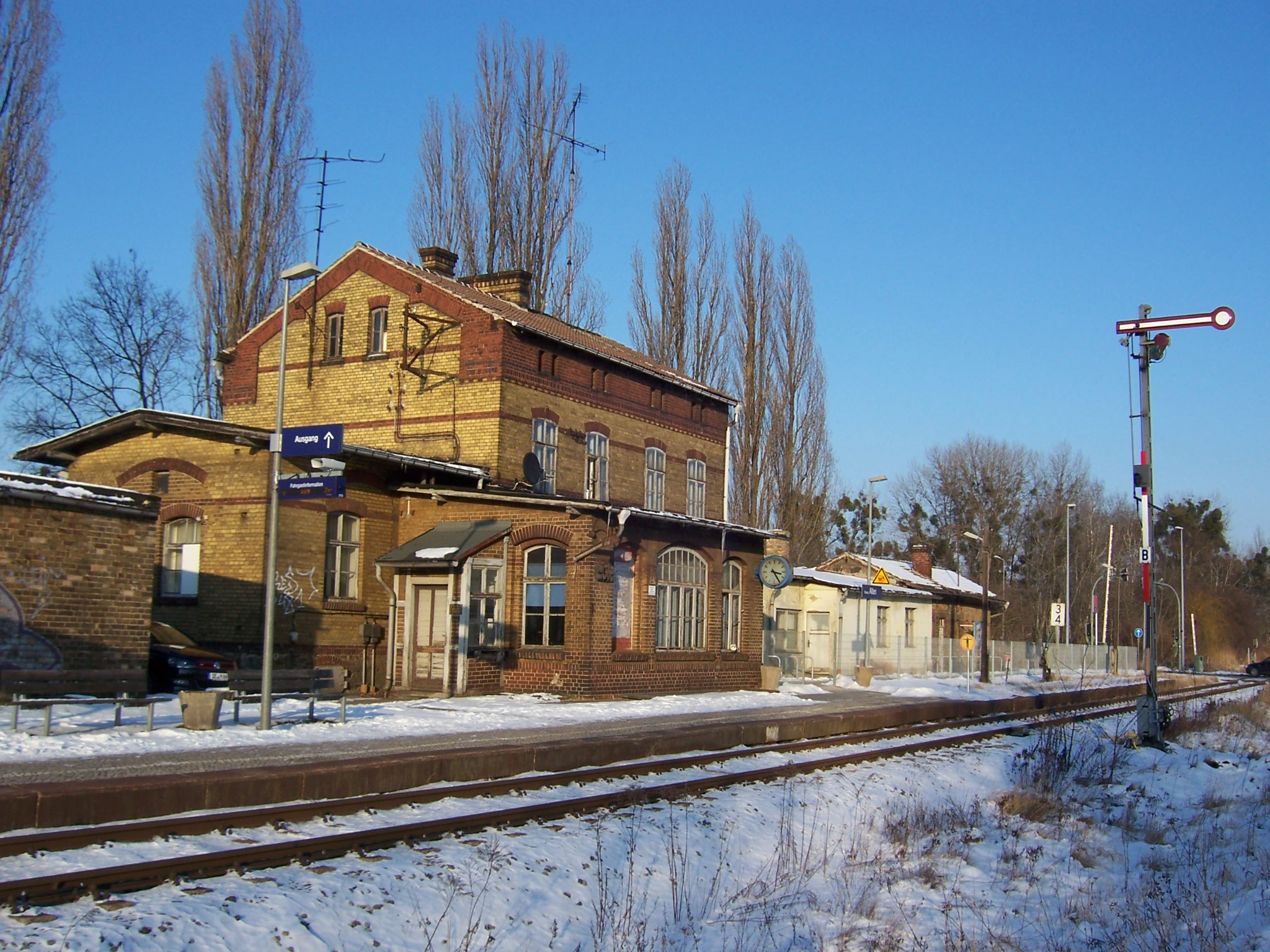
Bahnhof Dessau-Alten
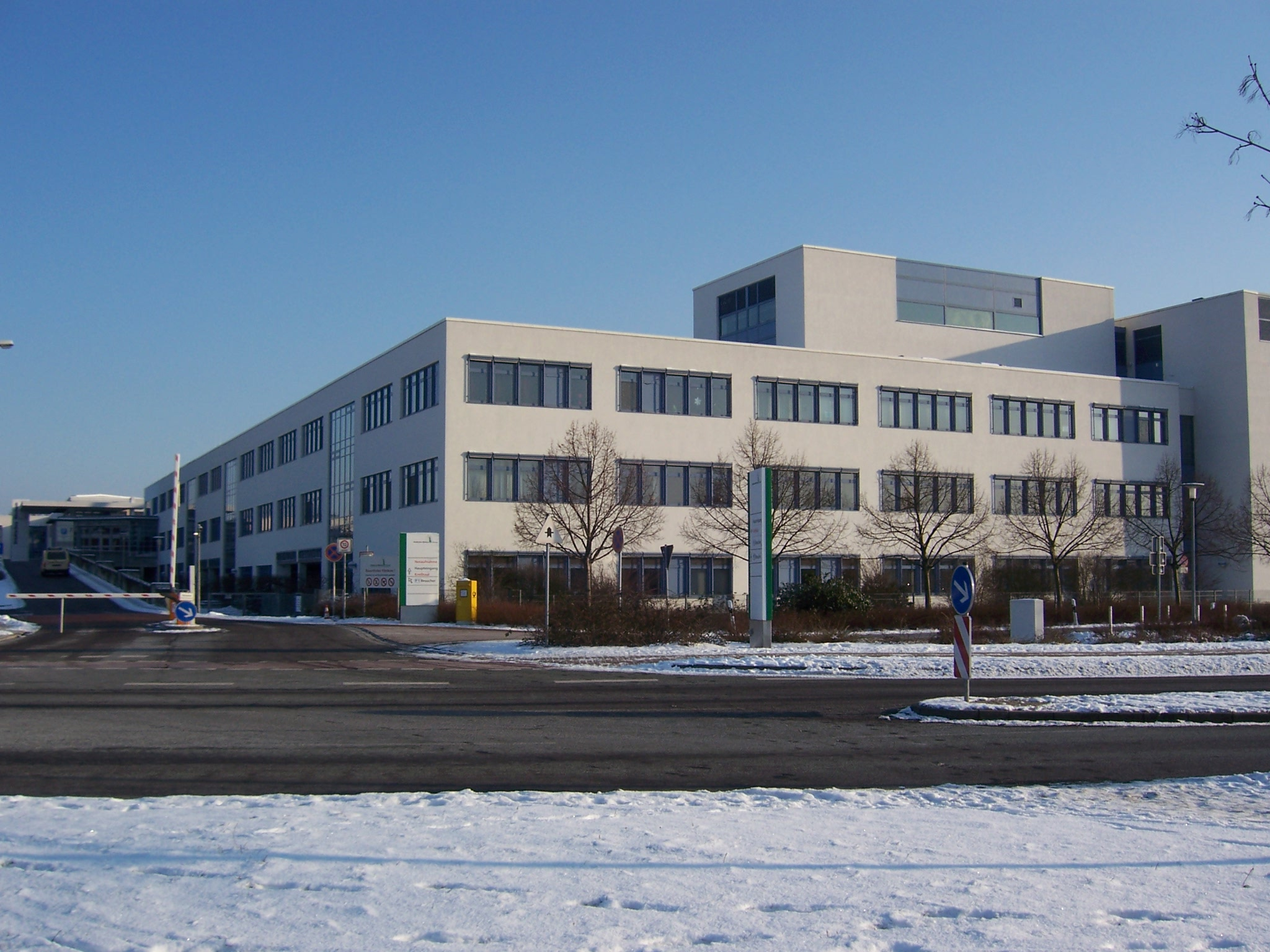
Klinikum Dessau, Neubau
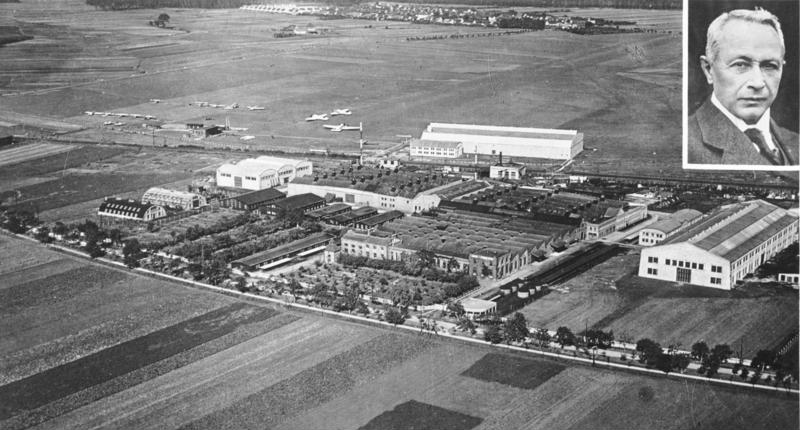
Junkers-Werke, 1928
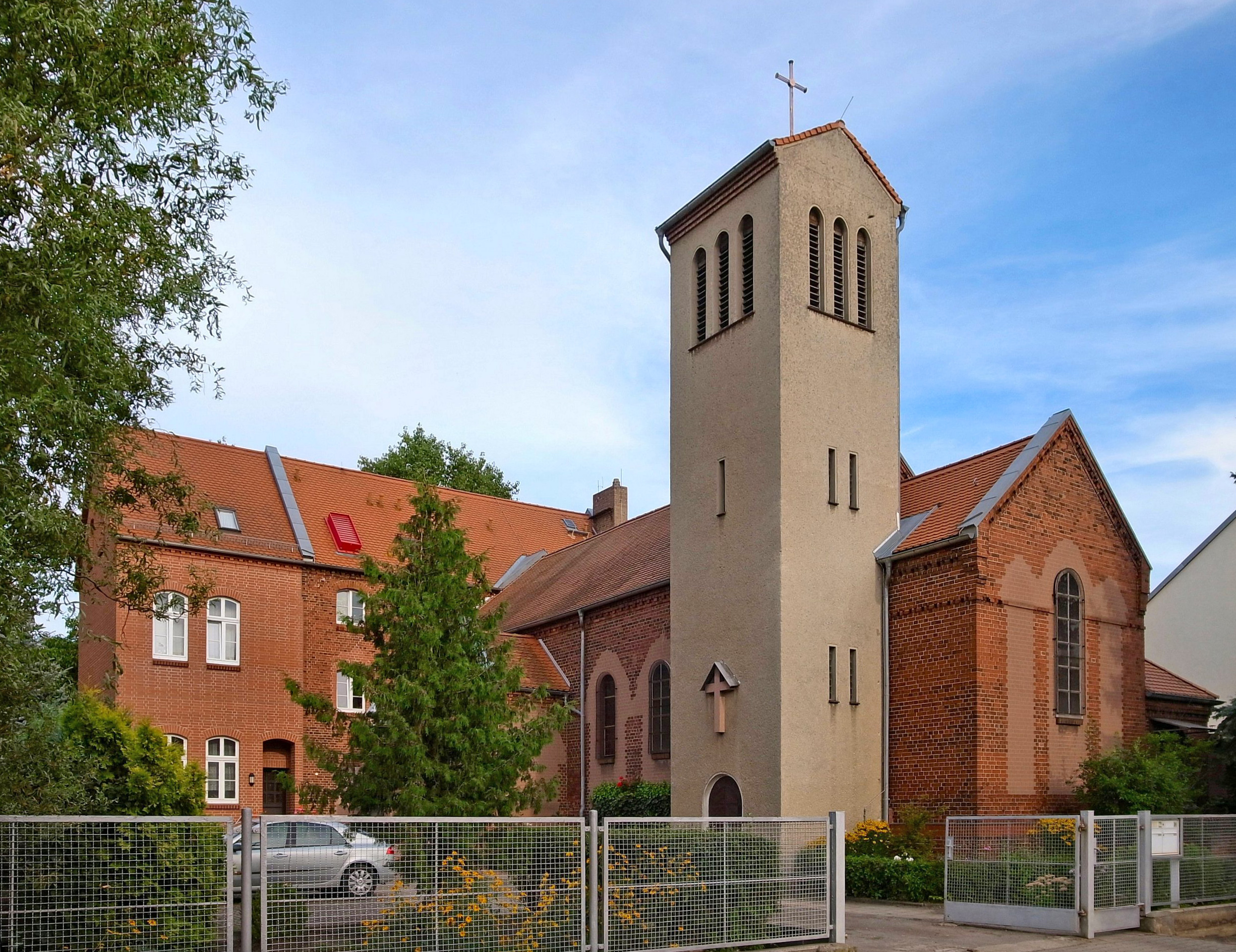
Kirche St. Joseph
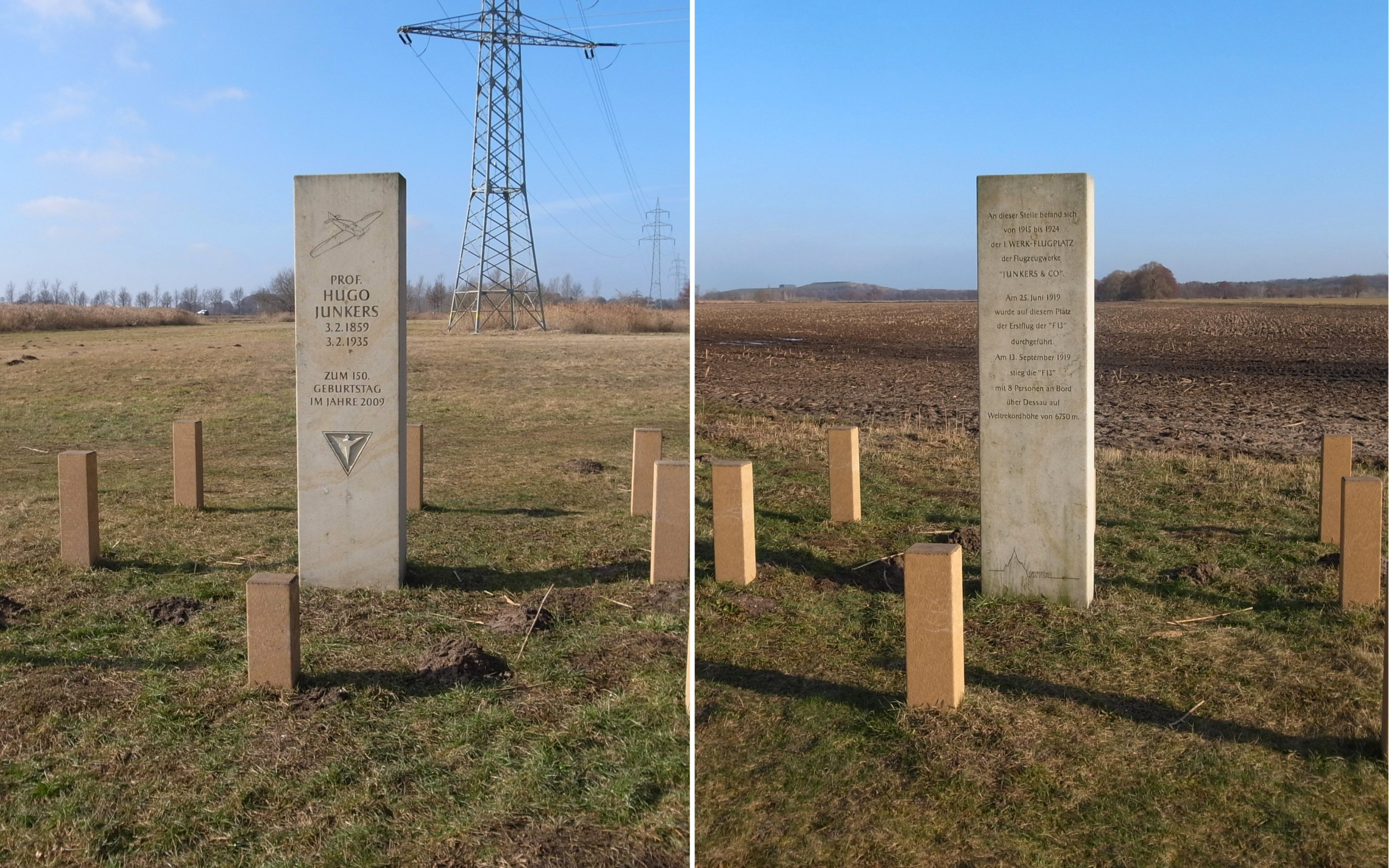
Junkers-Stele zur Erinnerung an den Erstflug der Junkers F 13